# Guerra di Piccolo Corvo
La guerra di Piccolo Corvo, conosciuta negli Stati Uniti d'America come rivolta (o sollevazione) dei Sioux  (Sioux Uprising) o, più recentemente come guerra (dei) Dakota del 1862 (Dakota War of 1862), è stato un conflitto armato tra gli Stati Uniti e la maggior parte delle tribù dei Santee Dakota, che costituivano la sezione orientale della grande nazione sioux.
Si verificò durante la presidenza di Abraham Lincoln e cominciò il 17 agosto 1862 nei pressi del fiume Minnesota, nel sudovest dell'omonimo stato. Si concluse il 26 dicembre 1862 a Mankato con l'impiccagione di 38 uomini delle tribù ribelli, in quella che è oggi ricordata come la più grande esecuzione di massa nella storia americana.
Sebbene le stime ufficiali non concordino, si calcola che le perdite statunitensi non superarono le ottocento unità tra militari (intorno a cento) e civili, mentre vi furono circa trentamila sfollati e molti coloni si salvarono perché catturati come schiavi o salvati da amici dakota. Le perdite da parte indiana, sono, come al solito, assai più incerte. Secondo Jean Pictet, se non si contano i trentotto impiccati, i Dakota persero alla fine solo quarantadue guerrieri. Il numero dei caduti non combattenti, sia nel corso della guerra che nelle successive deportazioni, dovette invece essere notevolmente più elevato.

## Le origini del conflitto
I Santee Dakota raggruppavano quattro dei sette 'fuochi' che avevano costituito la grande nazione sioux, definita appunto "Očhéthi Šakówiŋ" ("Sette fuochi del consiglio"): i Mdewakanton, il gruppo originario di tutta la nazione, i Wahpekute, i Sisseton e i Wahpeton. Quando, nel Settecento, i Chippewa armati dai Francesi avevano invaso le loro foreste ad ovest dei Grandi Laghi, essi avevano in qualche modo resistito attestandosi nei territori dell'attuale Minnesota, mentre gli altri tre gruppi si erano spostati verso le grandi praterie. Gli Yankton e gli Yanktonai si erano collocati immediatamente a ridosso dei loro fratelli Santee, mantenendo molti dei tratti della cultura originale del popolo sioux; i Teton, invece, che nella loro variante dialettale si autodefinivano "Lakota", si erano insediati più lontano e, grazie al quasi contemporaneo arrivo dei cavalli, avevano concorso a dar vita a quella che sarebbe diventata la grande cultura della prateria. I Santee dunque erano rimasti pienamente "sioux delle foreste" e costituivano "il «popolo dell'estremo limite», le guardie di frontiera del dominio sioux".

Nel 1851, gli Stati Uniti e i capi dei Santee Dakota avevano negoziato alcuni trattati che obbligavano le popolazioni indiane a cedere gran parte dei loro territori in Minnesota in cambio di denaro e altri beni. I Dakota si trovarono dunque a vivere in una piccola riserva situata lungo la parte alta del corso del fiume Minnesota. Tuttavia, gli Stati Uniti non ratificarono integralmente i trattati e molti dei compensi promessi non arrivarono mai ai Dakota, anche a causa della corruzione presente all'interno del Bureau of Indian Affairs, l'agenzia del ministero degli interni preposta agli affari indiani.

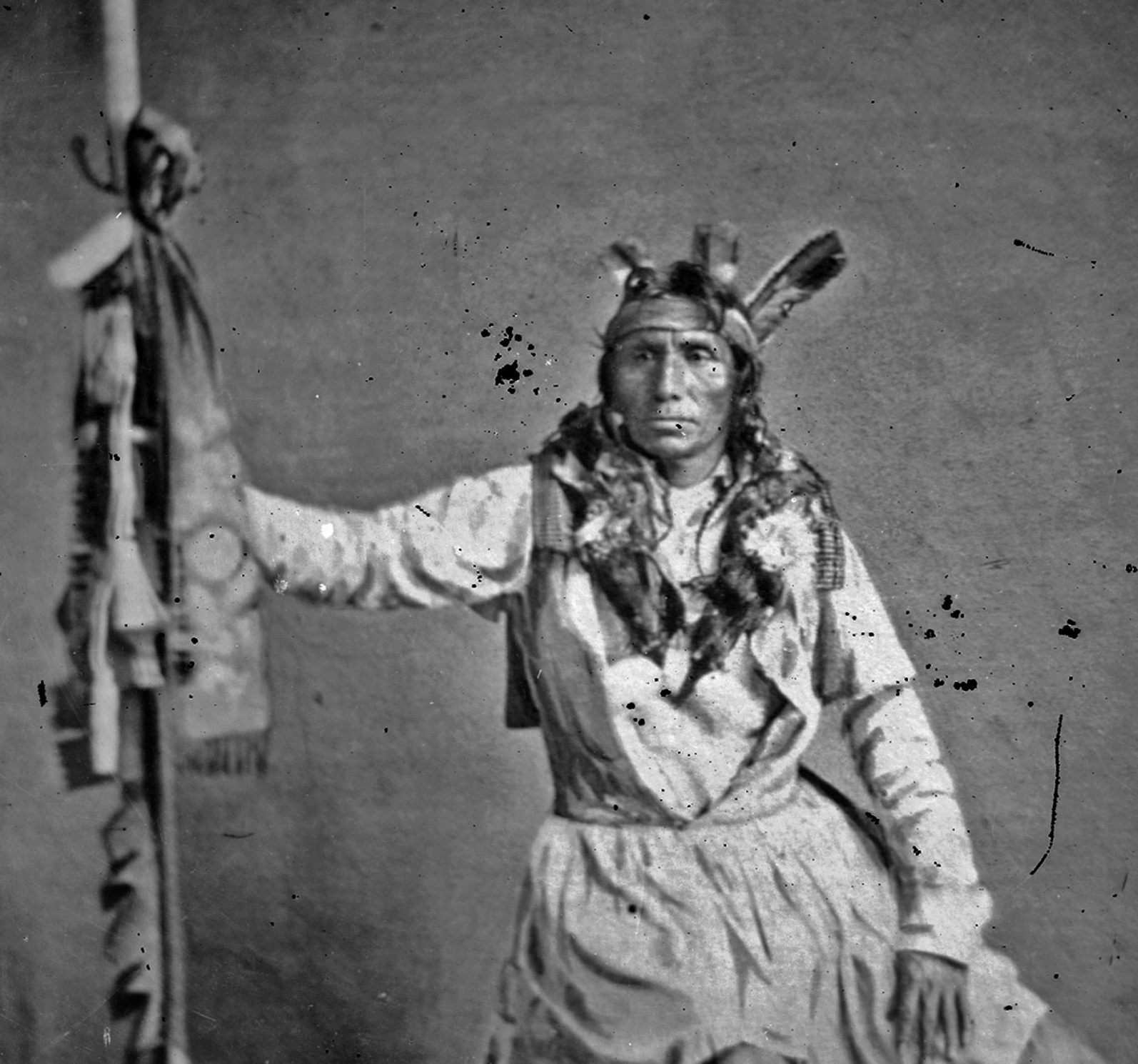
Piccolo Corvo
capo dei Dakota Mdewakanton

Quando il Minnesota divenne uno stato nel maggio del 1858, i rappresentanti di numerose tribù dakota, guidati dal capo mdewakanton, Piccolo Corvo (Taoyateduta), si recarono a Washington per rinegoziare i trattati esistenti. Al termine della nuova negoziazione, i Dakota avevano perso ulteriori porzioni della loro riserva.
La terra venne suddivisa in appezzamenti destinati ai coloni, i quali la disboscarono e cominciarono a coltivarla: questi mutamenti ambientali diedero un duro colpo ai metodi di sostentamento dei Dakota, basati su cicli annuali di caccia, pesca, allevamento e raccolta di riso selvatico. I coloni praticavano inoltre la caccia, attività che ridusse notevolmente l'approvvigionamento di pellicce per i Dakota, che le usavano sia per proteggersi dal freddo sia come merce di scambio. Perdita di territori, trattati non rispettati, pagamenti non ricevuti, scarsità di risorse naturali a disposizione: ce n'era abbastanza perché il malcontento crescesse fra i Dakota.

## Il conflitto
Nel 1862, di fronte al mancato arrivo dei fondi annuali per le razioni e quindi alla fame, i Dakota iniziarono ad esercitare forti pressioni sul loro ottuso agente, Thomas Galbraith, il quale dapprima richiese l'intervento dell'esercito, che però solidarizzò con i nativi, e poi, nella speranza di ottenere rifornimenti a credito, si rivolse "ai commercianti e chiese loro che cosa intendevano fare. Il commerciante Andrew Myrick dichiarò sprezzantemente: «Per quanto mi riguarda, se sono affamati, possono anche mangiare l'erba o la loro stessa merda»".
Il 16 agosto i pagamenti destinati ai Dakota arrivarono a Saint Paul e il giorno seguente vennero spediti a Fort Ridgely. Giunsero però troppo tardi per evitare lo scoppio delle tensioni: infatti, il 17 agosto 1862 quattro giovani wahpeton rubarono le uova ad alcuni coloni e poi li uccisero. Piccolo Corvo, che nel frattempo si era convertito al cristianesimo e manteneva atteggiamenti fortemente pacifisti, convocò allora un consiglio di guerra e, visti vani i tentativi di continuare a propugnare la pace, si lasciò indurre ad assumere egli stesso la guida del suo popolo nella guerra contro i bianchi e, l'indomani, capeggiò quindi un attacco contro l'Agenzia sioux inferiore. L'edificio fu dato alle fiamme e Andrew Myrick, che si trovava in quel luogo, venne catturato e ucciso. Il suo cadavere fu in seguito trovato con la bocca riempita d'erba. La milizia del Minnesota, e in particolare la Compagnia B del 5º Reggimento di fanteria, vennero immediatamente inviate in soccorso all'Agenzia, ma furono sbaragliate quello stesso giorno nella battaglia di Redwood Ferry. «La fiamma della rivolta si estese alle tribù del Minnesota settentrionale – Wahpeton e Sisseton – ma alcuni capi convertiti al cristianesimo ... riuscirono a tenere la popolazione della riserva al di fuori del conflitto» Tra coloro che si opposero tenacemente alla guerra emersero in particolare il capo wahpeton Aŋpétu thokéča ("Un altro giorno"), il quale non esitò addirittura a schierarsi a fianco degli statunitensi, e quello sisseton Paul Mazacutemani, che "cercò con tutti i mezzi di scongiurare l'attacco ai bianchi e ... usò tutta la sua influenza per convincere i capi combattenti a trattare la resa e il rilascio dei prigionieri" Centinaia di guerrieri però aderirono egualmente alla lotta contribuendo agli incendi, saccheggi e uccisioni che si verificarono lungo tutta la vallata del fiume Minnesota.

Il 19 agosto a subire, senza grossi danni, l'attacco scoordinato dei giovani santee fu l'insediamento di New Ulm, ma i capi avevano deciso che era opportuno concentrarsi invece su Fort Ridgely. Gli attacchi contro la piazzaforte ebbero luogo il 20 e il 22 agosto, ma i Dakota non riuscirono ad impossessarsene, e lo stesso Piccolo Corvo rimase ferito, seppur non gravemente. Anche tenuto conto che rinforzi della milizia del Minnesota erano stati avvistati in arrivo da Saint Paul e che li si riteneva diretti su New Ulm, i capi decisero allora di prevenirli volgendo tutte le loro forze contro questo insediamento. I residenti però, allertati dalla visita dei giovani dakota di tre giorni prima, si erano preparati al meglio dello loro possibilità, e, quando il 23 settembre i Santee attaccarono la cittadina, essa fu bensì in larga parte data alle fiamme, ma, pur lasciando sul terreno oltre cento caduti, gli abitanti riuscirono in qualche modo a fronteggiare e a respingere gli assalitori. Gli attacchi ai coloni isolati proseguivano intanto sanguinosamente in tutta l'area centro-orientale del Minnesota, sia pur disapprovati da Piccolo Corvo e ancor di più dai capi dei Wahpeton e dei Sisseton.

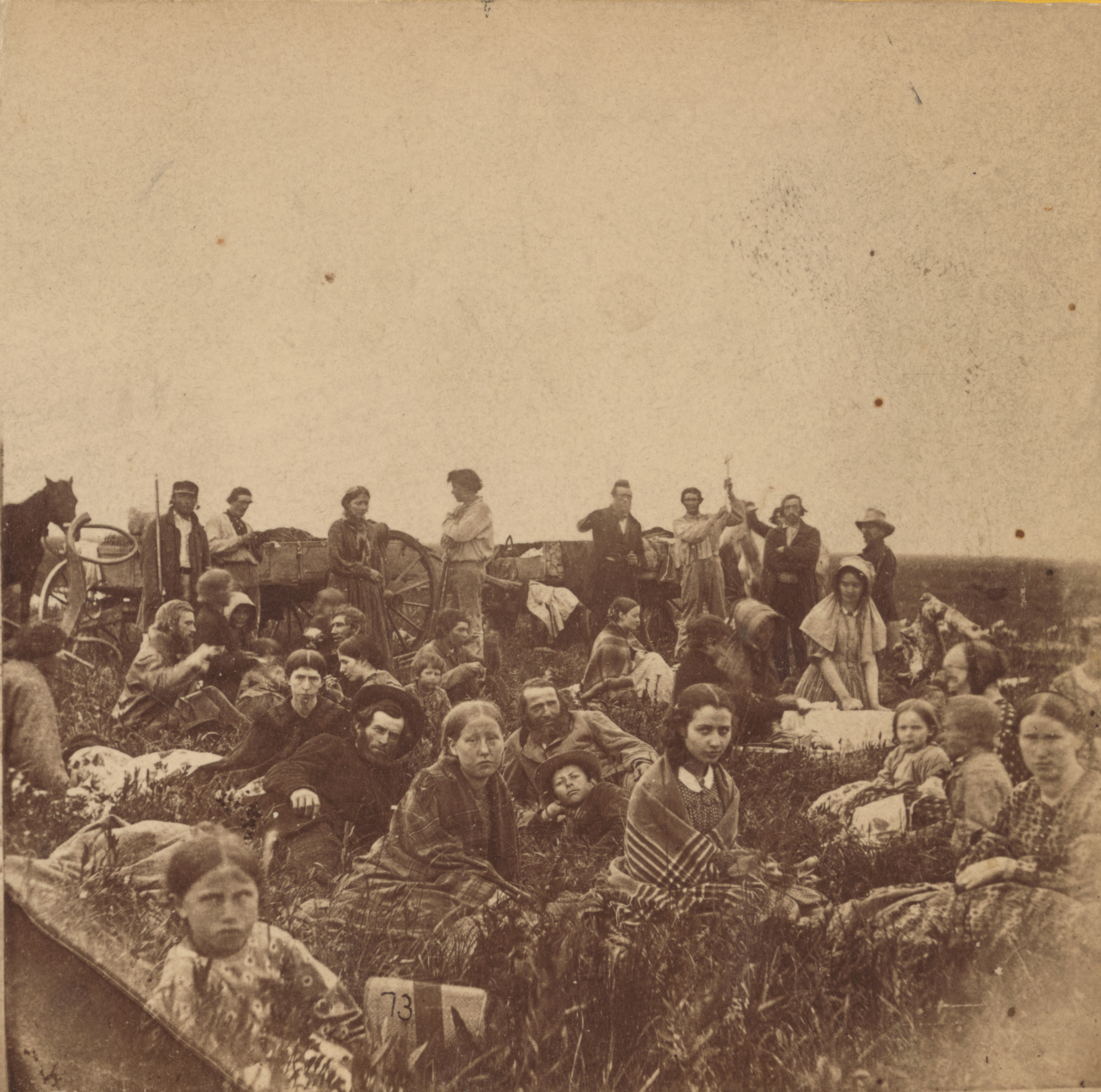
Bianchi sfollati
(lato destro di fotografia stereoscopica attribuita a Adrian J. Ebell - Pubblicata dalla Whitney's Gallery di Saint Paul, Minnesota)

Il 2 settembre 1862 ebbe luogo la battaglia di Birch Coulee. Le truppe avvistate dagli indiani prima dell'attacco a New Ulm, i 1 400 uomini del 6º Reggimento del Minnesota, al comando del colonnello Henry Hastings Sibley, chiamato dagli indiani "Astuto Commerciante", avevano raggiunto Fort Ridgely e vi si erano attestate. Il 31 agosto Sibley aveva inviato un contingente di circa 170 uomini a perlustrare i territori circostanti alla ricerca di coloni sbandati e allo scopo di raccogliere e dare sepoltura ai cadaveri che giacevano dappertutto insepolti. Mentre il distaccamento era accampato nella località chiamata Birch Coulee, a circa 16 chilometri da Fort Ridgely, esso venne attaccato da un contingente di circa duecento sioux guidati da Mankato, Grande Aquila e Uccello Grigio, e tenuto sotto scacco per oltre trenta ore. Fallito un primo tentativo di inviare soccorsi, Sibley fu costretto ad uscire personalmente dal forte con l'artiglieria e, quando giunse sul posto, gli si offrì alla vista lo spettacolo desolante di tredici morti, quarantasette feriti gravi, diversi altri feriti più lievemente e novanta cavalli uccisi, mentre, secondo Grande Aquila, i Dakota contarono appena due vittime fra i propri guerrieri.

Nell'estremo nord del Minnesota, i Dakota attaccarono numerose fermate per le diligenze e i ponti sul Red River. I coloni e gli impiegati della Hudson's Bay Company e di altre piccole imprese si rifugiarono presso Fort Abercrombie, situato lungo il Red River a 25 chilometri da Fargo. I Sisseton ribelli assediarono anche il forte senza però riuscire a conquistarlo.
I rappresentanti del Minnesota dovettero più volte chiedere aiuto al presidente Abramo Lincoln, all'epoca impegnato a seguire gli sviluppi della guerra di secessione. Alla fine Lincoln concesse pieni poteri al generale John Pope. «Quest'ultimo incaricò il colonnello Sibley di reprimere l'insurrezione. Lo scopo della campagna doveva consistere nel provocare uno scontro decisivo, liberare i prigionieri, punire i colpevoli e scacciare tutti i Sioux dal Minnesota». Al comando di "Astuto Commerciante", le forze statunitensi, composte da circa 1 600 uomini e supportate anche dall'artiglieria pesante, riuscirono fortunosamente a sventare un'imboscata dei Dakota, il 23 settembre 1862, nella battaglia di Wood Lake, durante la quale rimase ucciso da una cannonata uno dei più valorosi capi mdewakanton, Mankato. «Tatticamente la battaglia ... non ebbe conseguenze immediate sullo svolgimento della guerra, ma la perdita di Mankato fu un grave colpo per la coalizione indiana che da quel giorno cominciò a perdere coesione, avvicinando il momento della resa e il rilascio dei numerosi prigionieri bianchi».
Nello stato dello Iowa la notizia degli attacchi da parte dei Dakota portò all'edificazione di una linea di forti che andava da Sioux City ad Iowa Lake. Tra l'altro la regione era già stata abbondantemente militarizzata in seguito al Massacro di Spirit Lake del 1857, perpetrato dal capo wahpekute, Inkpaduta. Con lo scoppio del conflitto nel 1862, i governanti dell'Iowa autorizzarono la formazione lungo le contee confinanti con il Minnesota di un corpo di almeno 500 uomini a cavallo per il pattugliamento dei territori di frontiera. Di fatto i combattimenti non si spostarono mai in Iowa, che sancì però l'immediata espulsione di tutti i nativi non assimilati presenti nei suoi territori. Per parte sua l'irriducibile Inkapduta, che aveva trovato nel frattempo rifugio tra gli Yanktonai, non fece in tempo ad esercitare se non un ruolo minore nel corso della guerra del 1862, avendo sicuramente partecipato soltanto all'assedio di Fort Abercrombie, prima, e alla battaglia di Wood Lake, poi.
Gran parte dei guerrieri dakota si arresero comunque, pochi giorni dopo lo svolgimento di tale battaglia, il 26 settembre 1862, quando, con l'aiuto dei capi Joseph Wabasha (mdewakanton) e Paul Mazacutemani (sisseton) che sventolavano bandiere bianche, Sibley poté entrare nel campo santee, precedentemente sgomberato dai seguaci di Piccolo Corvo, Inkpaduta e degli altri capi irriducibili. Egli liberò centosette bianchi e centosessantadue meticci e dichiarò che avrebbe considerato i Dakota prigionieri di guerra finché non avesse scoperto e impiccato quelli di loro che si erano macchiati di crimini capitali. Piccolo Corvo, in ritirata, si rifugiò per qualche tempo in Canada, ma presto tornò in Minnesota dove, il 3 luglio 1863, venne assassinato a fucilate dal colono Nathan Lamson, mentre raccoglieva dei frutti di bosco con il figlio adolescente. Questi venne invece imprigionato, mentre «il corpo del capo mdewakanton fu portato nel vicino paese di Hutchinson, gettato su un mucchio di rifiuti ed esposto al pubblico per alcuni giorni. Il suo scheletro fu portato nella sede della Minnesota Historical Society e solamente nel 1871 fu restituito alla famiglia e sepolto nel cimitero della riserva Santee di Flandreau, nel Sud Dakota. Taoyateduta ebbe sei mogli e 22 figli».

## I processi
Nel dicembre del 1862, 303 prigionieri indiani furono condannati a morte per omicidio e violenze sessuali da un tribunale militare. Alcuni di questi processi durarono meno di cinque minuti e gli imputati non avevano avvocati a difenderli e tantomeno conoscevano il funzionamento della legge statunitense. Lincoln in persona chiese che fosse fatta una distinzione tra coloro che avevano combattuto la guerra contro l'esercito e coloro che si erano resi protagonisti di crimini contro la popolazione civile. Henry Whipple, vescovo della Chiesa episcopale, alla quale appartenevano Piccolo Corvo e molti dei ribelli, incoraggiò Lincoln ad agire con clemenza. Dall'altro lato, il generale Pope e il senatore del Minnesota Morton S. Wilkinson suggerirono al presidente che l'assenza di una punizione severa non sarebbe stata ben accolta dalla popolazione bianca. Il governatore Ramsey chiese apertamente che tutti i 303 prigionieri venissero uccisi, paventando la possibilità di vendetta private dei bianchi contro i nativi se ciò non fosse avvenuto. Alla fine, Lincoln acconsentì all'esecuzione di 39 imputati.
La sentenza finale scatenò proteste in Minnesota. Ramsey, divenuto senatore, informò Lincoln che più esecuzioni gli avrebbero garantito una più ampia maggioranza elettorale in quello Stato. Lincoln rispose: "Non posso permettere di fare impiccare uomini in cambio di voti". A uno dei 39 condannati venne poi sospesa la pena, mentre gli altri 38 trovarono la morte il 26 dicembre 1862.

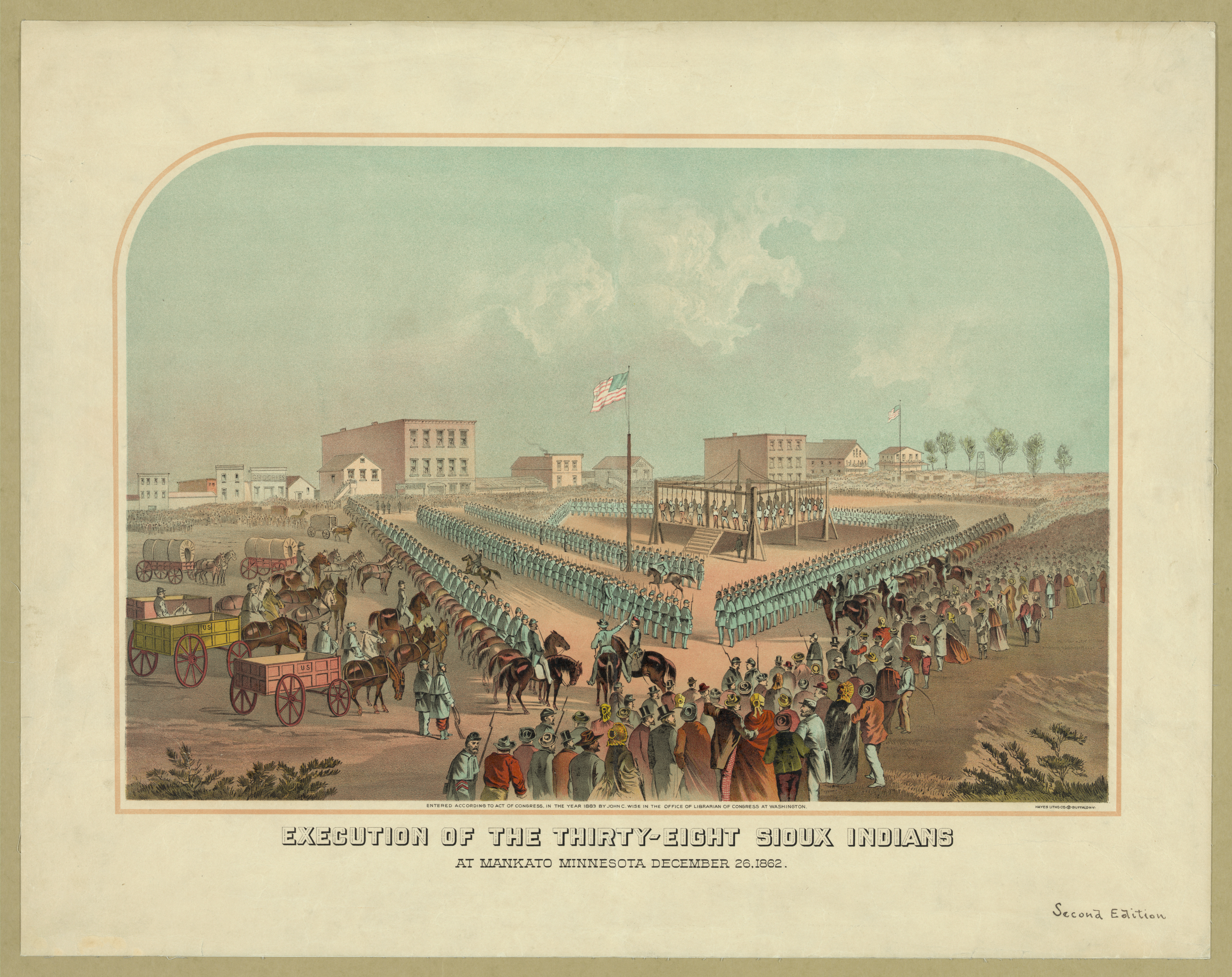
Esecuzione di massa dei 38 sioux
Mankato (Minnesota), 1862
(disegno da giornale illustrato)

Due capi Sioux, Shakopee e Medicine Bottle, fuggirono in Canada. Catturati a tradimento e ricondotti negli Stati Uniti, vennero impiccati a Fort Snelling nel 1865.

## Le esecuzioni
L'impiccagione di massa venne eseguita in pubblico il 26 dicembre 1862. I condannati, che erano stati identificati con estrema difficoltà e che comprendevano sicuramente anche persone che non si erano macchiate di crimini di guerra, «protestarono contro il cappuccio di mussolina con cui si coprirono i loro volti, ma infine vennero raggruppati e allineati su un enorme patibolo, dove erano pronte le file dei cappi da legare al collo. Dondolandosi e battendo ritmicamente i piedi al malinconico canto di morte dei Dakota, "Hi-yi-yi, hi-yi-yi", ripetuto con cadenza monotona, essi attesero la morte. Alcuni urlarono, altri si sporsero per afferrare la mano del vicino; altri ancora gridarono il loro nome». Alla fine il boia William J. Duley, che aveva avuto due figli uccisi e scotennati nella ribellione, recise l'unica corda che tratteneva le trentotto botole e i condannati penzolarono «grottescamente» tra le grida dei soldati e degli astanti. I cadaveri vennero sepolti tutti assieme nella sabbia lungo la sponda del fiume, ma, vista l'alta richiesta di cadaveri per studi anatomici, i corpi vennero però riesumati la notte stessa «da alcuni dottori che se ne servirono per scopi di laboratorio».

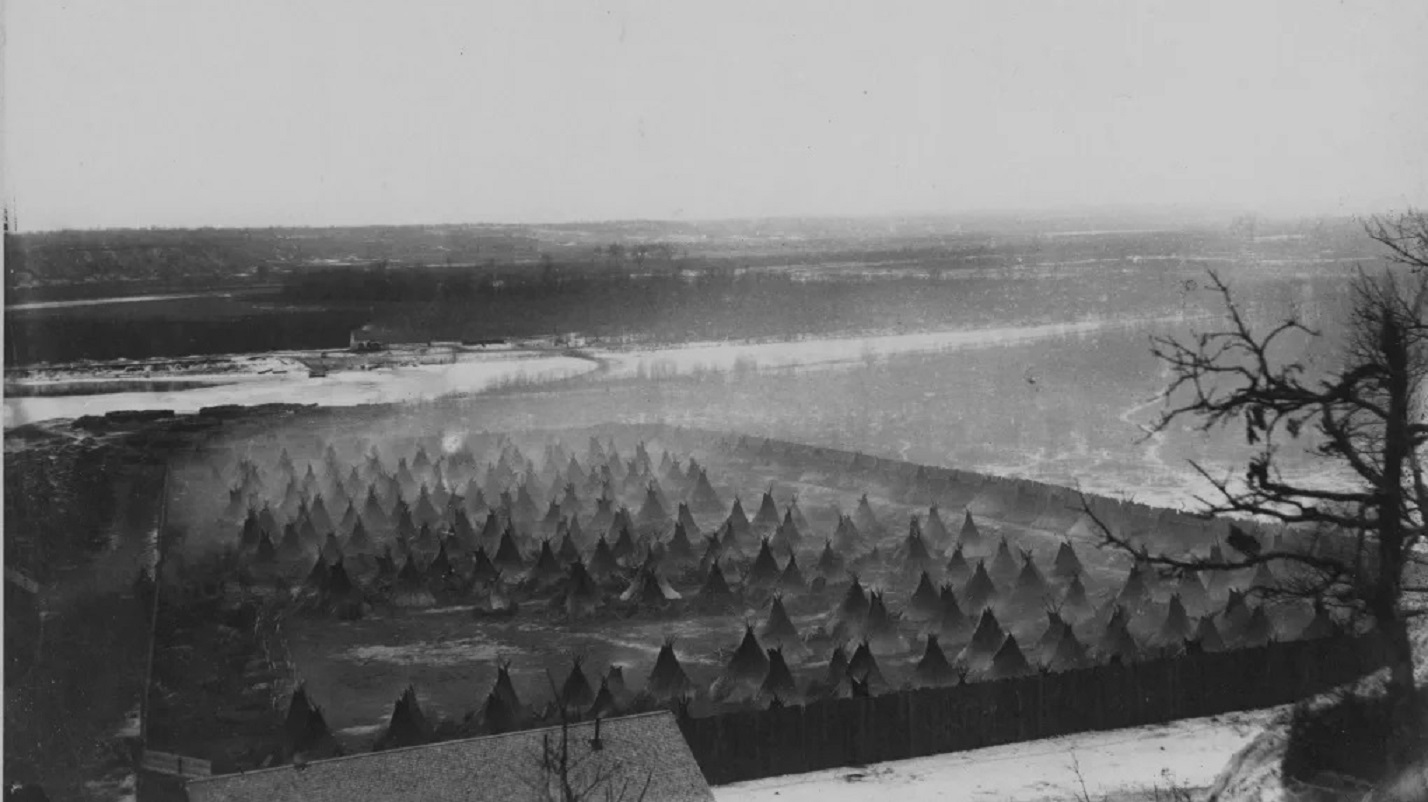
Campo di prigionia dei Dakota
Fort Snelling (inverno 1862)

## La prigionia
Gli imputati condannati alla detenzione rimasero in cella a Mankato per tutto l'inverno, poi a primavera vennero spostati nel carcere di Rock Island, dove rimasero rinchiusi per almeno quattro anni. Al momento della loro liberazione, un terzo dei prigionieri era morto a causa delle pessime condizioni di vita in prigionia. I sopravvissuti poterono ricongiungersi alle loro famiglie, già da tempo confinate in Nebraska.

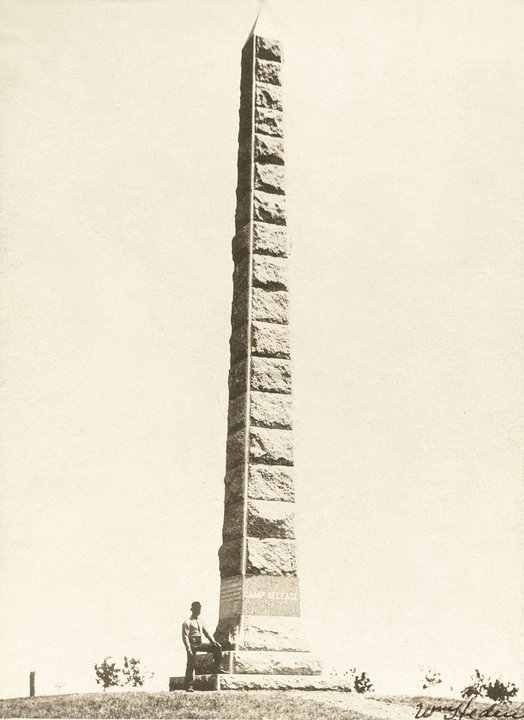
Camp Release State Monument (1894)

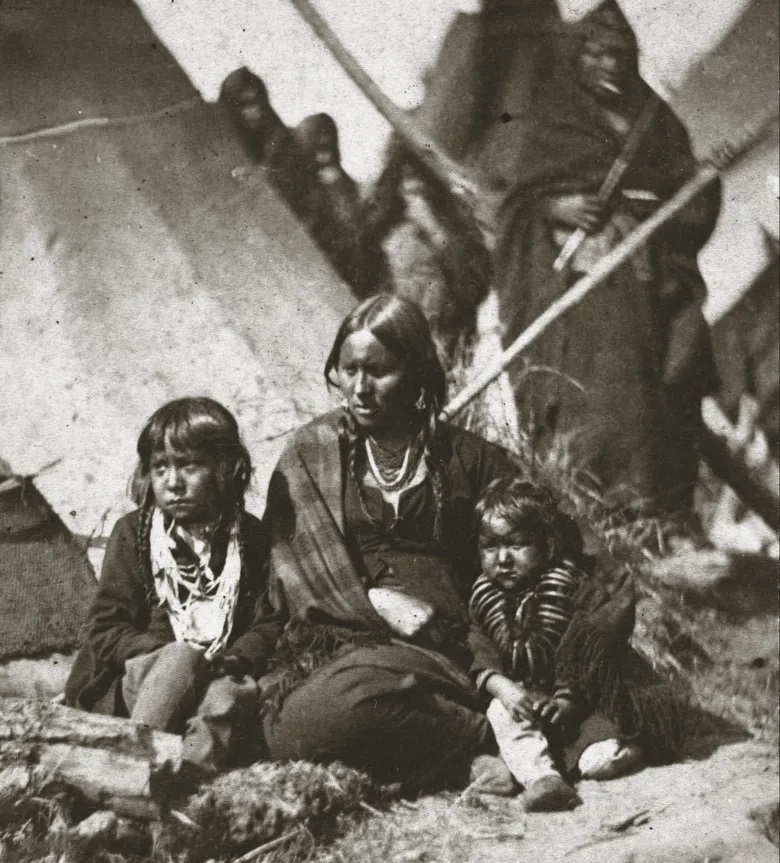
La moglie di Piccolo Corvo e i due figli
Fort Snelling (1864)

Durante tutto questo tempo, oltre 1600 Dakota tra vecchi, donne e bambini erano rimasti rinchiusi nel campo di prigionia di Pike Island, vicino a Fort Snelling. Le condizioni sanitarie nel campo erano pessime al punto che circa 300 prigionieri vi morirono. Nell'aprile del 1863 il Congresso degli Stati Uniti abolì le riserve e dichiarò nulli tutti i precedenti trattati con i Dakota. I nativi vennero altresì espulsi dal Minnesota e deportati a Crow Creek, sul fiume Missouri, mentre fu istituita una taglia di 25 dollari per ogni scalpo di dakota trovato a circolare all'interno dei confini di stato. «Alla fine in Minnesota rimasero solo 374 Sioux amici dei bianchi, divisi in piccole comunità». Dei circa 1300 Santee deportati, date le cattive e insalubri condizioni dei luoghi, nemmeno un migliaio sopravvisse al primo inverno.

## Il conflitto continua
Dopo l'espulsione, alcuni guerrieri santee trovarono rifugio tra i loro fratelli Yankton e Yanktonai, che costituivano i gruppi dakota occidentali, e tra i Lakota. Per tutto il 1864, combattenti dakota e lakota insieme diedero battaglia alle truppe di stanza in Minnesota. Il colonnello Henry Sibley e il generale Alfred Sully si occuparono di sedare queste rivolte. Alcuni irriducibili dakota, però, sotto la guida di Inkpaduta, rifiutarono di sottomettersi agli Stati Uniti, si stabilirono definitivamente nelle grandi pianure e là continuarono la lotta: erano ancora attivi nel 1876, quando presero parte, in un ruolo d'onore, alla grande battaglia del Little Big Horn.

## I Monumenti
Il Camp Release State Monument commemora il rilascio di 269 prigionieri bianchi al termine del conflitto.
Nel 1972 la città di Mankato ha rimosso la placca commemorativa dell'impiccagione di massa dei 38 guerrieri dakota dal luogo in cui avvenne l'esecuzione. Nel 1992 l'amministrazione locale ha deciso di edificare qui il Parco della Riconciliazione.
Diversi monumenti locali onorano invece i civili bianchi morti durante il conflitto.